# Adeloneivaia yucatana
Adeloneivaia yucatana är en fjärilsart som beskrevs av Druce 1904. Adeloneivaia yucatana ingår i släktet Adeloneivaia och familjen påfågelsspinnare. Inga underarter finns listade i Catalogue of Life.